# Asclepias uncialis
Asclepias uncialis là một loài thực vật có hoa trong họ La bố ma. Loài này được Greene mô tả khoa học đầu tiên năm 1880.